# Родес, Ида
Ида Родес (англ. Ida Rhodes, известная также как Хадасса Ицковиц; 15 мая 1900, Каменец-Подольский — 1 февраля 1986, Роквилл, Мэриленд) — американский математик.

## Биография
Родилась 15 мая 1900 года в Каменце-Подольском.
В 1913 году вместе с родителями переехала в Соединённые Штаты (имя изменено после въезда в США).
В 1919 году, через 6 лет после въезда в США, получила стипендию штата Нью-Йорк и стипендию Корнелльского университета, начав изучать математику в Корнелльском университете. Во время учёбы в университете работала медсестрой в одной из городских больниц. В феврале 1923 года получила степень бакалавра по математике, через полгода — степень магистра.
В 1922 году впервые встретилась с Альбертом Эйнштейном. В 1930—1931 годах продолжила обучение в Колумбийском университете.
Свои исследования сосредоточила вокруг анализа систем программирования и в начале 1950-х годов с Бетти Холбертон разработала язык программирования C-10 для компьютера UNIVAC I. В 1949 году Министерство торговли США присвоило ей золотую медаль за «значительное новаторское руководство и выдающийся вклад в научный прогресс нации в функциональном дизайне и применении электронного цифрового вычислительного оборудования».
После ухода на пенсию в 1964 году продолжала научное взаимодействие с отделом прикладной математики Национального института стандартов и технологий до 1971 года. Её работы стали более известными после выхода на пенсию, поскольку она имела возможность путешествовать по всему миру, читая лекции и поддерживая международные связи. В 1976 году Министерство торговли представило ей ещё один Сертификат о благодарности к 25-летию UNIVAC I, а затем на компьютерной конференции 1981 года цитировало её в третий раз, как «пионера UNIVAC I».
Умерла 1 февраля 1986 года в городе Роквилл, штат Мэриленд.